# Dulcelina
Dulcelina é um povoado (núcleo urbano) do município brasileiro de Pedranópolis, no interior do estado de São Paulo.

## História

### Origem
O povoado de Dulcelina foi fundado em território do município de Fernandópolis. Com a emancipação de Pedranópolis em 1964 passou a pertencer a esse município.

## Geografia

### Área urbana
No Censo 2022 (IBGE) Dulcelina era classificado pelo IBGE como núcleo urbano, com um total de 90 domicílios.

### Demografia

#### População urbana
| Crescimento população urbana | Crescimento população urbana | Crescimento população urbana | Crescimento população urbana |
| Censo                        | Pop.                         |                              | %±                           |
| ---------------------------- | ---------------------------- | ---------------------------- | ---------------------------- |
| 2022                         | 185                          |                              | —                            |
| Fonte: IBGE e Fundação SEADE |                              |                              |                              |

### Rodovias
O principal acesso ao povoado é a Rodovia Antônio Faria (SP-527).

## Serviços públicos

### Saneamento
O serviço de abastecimento de água é feito pela Companhia de Saneamento Básico do Estado de São Paulo (SABESP).

### Energia
A responsável pelo abastecimento de energia elétrica é a Neoenergia Elektro, antiga CESP.

### Telecomunicações
O povoado era atendido pela Telecomunicações de São Paulo (TELESP), que inaugurou a central telefônica utilizada até os dias atuais. Em 1998 esta empresa foi vendida para a Telefônica, que em 2012 adotou a marca Vivo para suas operações.

## Religião
O Cristianismo se faz presente no povoado da seguinte forma:

### Igreja Católica
- A igreja faz parte da Diocese de Jales.[15]

### Igrejas Evangélicas
- Congregação Cristã no Brasil.[16]